# Emizigote
In biologia con il termine emizigote (comp. di emi-  [dal gr. <<mezzo>>] e zigote) si intende un organismo o una singola cellula che nel suo genotipo presenta alcuni geni in singola copia anziché duplice.  Questa situazione si verifica nel caso di organismi aploidi, organismi diploidi caratterizzati da aneuploidia (eliminazione di una copia del gene) oppure nel caso della determinazione sessuale eterogametica.
In organismi eterogametici come i mammiferi (femmina XX, maschio XY), l'emizigosi si manifesta prevalentemente sui cromosomi sessuali. Gli individui di sesso maschile sono caratterizzati dalla presenza di un solo cromosoma X, quindi hanno un solo allele per tutti i geni portati da quel cromosoma (tranne i pochi eventualmente comuni all'Y). Il maschio è quindi emizigote per i geni localizzati sulla regione del cromosoma X, mentre il cromosoma Y contiene solo pochi geni deputati alla differenziazione sessuale maschile ed alla spermatogenesi. 
Tuttavia, non vi è nelle femmine rispetto ai maschi un doppio dosaggio genico per i numerosi geni localizzati sul cromosoma X. La spiegazione biologica di tale fenomeno è stata formulata da Mary Lyon ed è la compensazione del dosaggio genico o processo di Lyonizzazione, che prevede l'inattivazione di uno dei due cromosomi X, tramite metilazione del DNA, durante le fasi precoci dello sviluppo embrionale. Questo fenomeno porta alla formazione del corpo di Barr, una forma altamente condensata in cui quasi tutti i geni sono inattivi trascrizionalmente (tranne il locus Xic). L'inattivazione è casuale e permanente ed è un esempio di fenomeno epigenetico, cioè un cambiamento ereditabile che avviene senza un cambiamento di sequenza del DNA.
Mentre l'assetto cromosomico XY nel maschio è un esempio di emizigosi costitutiva, l'inattivazione del cromosoma X nelle femmine indica una situazione di emizigosi funzionale. 
Altri esempi di emizigosi funzionale sono l'imprinting genomico, in cui l'allele che si esprime dipende dal genitore che lo ha trasmesso, e l'esclusione allelica, in cui viene espresso uno solo dei due alleli pur essendo entrambi in grado di esprimersi. 
In un esempio estremo, le api da miele di sesso maschile (note come fuchi) sono organismi completamente emizigoti, essi, si sviluppano dalle uova non fecondate e il loro intero genoma è aploide, a differenza delle api da miele femminili, che sono diploidi.

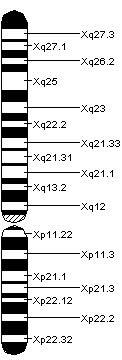
Cromosoma X (umano).
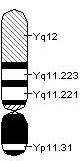
Cromosoma Y (umano).

Dal momento che nell'individuo emizigote un fenotipo recessivo si manifesta più frequentemente, nel genere umano, gli individui maschili vengono colpiti più frequentemente da malattie dovute a geni mutati legati al cromosoma X. 
Malattie recessive legate al cromosoma X:
- Emofilia: malattia legata alla mancanza di alcuni fattori della coagulazione i cui geni corrispondenti sono localizzati sul braccio corto del cromosoma X. L'individuo emofilico presenta difetti nella coagulazione del sangue con fenomeni emorragici talvolta letali. È interessante notare che fino a qualche decennio fa i maschi emofilici morivano quasi sempre prima di raggiungere l'età della riproduzione, quindi era praticamente impossibile ottenere una progenie femminile che esprimesse in forma omozigote il gene dell'emofilia derivando da un maschio emizigote e una femmina portatrice.
- Daltonismo: malattia genetica riscontrata soprattutto nei soggetti maschili. Infatti gli uomini, avendo un solo cromosoma X, manifestano la malattia se generati da una madre portatrice o malata. Le donne avendo due cromosomi X, come in tutte le malattie recessive, manifestano il fenotipo patologico solo in caso di omozigosi; ovvero quando il padre è daltonico e la madre portatrice.
- Carenza di glucosio-6-fosfato deidrogenasi: è una malattia genetica determinata dalla carenza dell'enzima glucosio-6-fostato deidrogenasi. Il deficit è causato da mutazioni del gene codificante per l'enzima G6PD localizzato sul cromosoma X. I maschi e le femmine omozigoti per il difetto genetico presentano attività enzimatica ridotta, mentre le femmine eterozigoti mostrano un'attività enzimatica variabile[3];
- Agammaglobulinemia: la malattia comporta la mancata produzione di immunoglobuline (difetto nella maturazione dei linfociti B) a causa della mutazione del gene BTK localizzato sul cromosoma X. Solo i maschi presentano i sintomi, mentre le femmine sono portatrici sane[3];
- Diabete insipido: la patologia è dovuta alla mancanza di risposta dei tubuli renali all'ormone antidiuretico. Alla patologia sono stati associati due geni: AVPR2, responsabile di una forma a trasmissione recessiva legata al cromosoma X e AQP2, responsabile a forme di trasmissione sia autosomica dominante che autonomia recessiva. Tale malattia comporta l'incapacità di concentrare urina a livello renali con conseguente poliuria e polidipsia[3];
- Sindrome dell'X fragile: è la forma più comune di ritardo mentale ed è causata da una mutazione del gene FMR1 localizzato sul cromosoma X. Nei geni mutati questa sequenza è ripetuta un numero di volte molto superiore rispetto ai geni non mutati. Alcuni individui con un numero intermedio di ripetizioni (pre-mutazione) non presentano la patologia, mentre negli individui con mutazione completa la proteina non viene espressa (presentano la patologia). I maschi con mutazione completa sono affetti, mentre solo la metà delle femmine aventi la mutazione completa presentano la sintomatologia[3];
- Distrofia muscolare di Duchenne (DMD): è una malattia neuro-muscolare caratterizzata da atrofia e debolezza muscolare a progressione rapida, dà degenerazione di muscoli scheletrici e cardiaci. La DMD è una malattia recessiva legata al cromosoma X, nella quale il danno muscolare è dovuto alla completa assenza della distrofia (proteina del sarcolemma)[4].
- Malattia di Fabry: è una malattia genetica legata ala cromosoma X che coinvolge il metabolismo degli sfingolipidi e fa parte del gruppo delle malattie da accumulo lisosomiale.  Riguarda le anomalie del gene GLA, che si trova sul braccio lungo del cromosoma X mappato in Xq21.33-Xq22, e sono state dimostrate più di 300 diverse mutazioni genetiche. Può portare ad avere cardiopatie, nefropatia fino all'insufficienza renale cronica, con eventuale bisogno di dialisi e/o trapianto di rene, ictus e infarto miocardico.